# Rally de Cantabria de 2017
El Rally de Cantabria de 2017, oficialmente 38.º Rally Santander Cantabria, fue la 38.ª edición y la octava ronda de la temporada 2017 del Campeonato de España de Rally. Se celebró del 20 al 21 de octubre y contó con un itinerario de ocho tramos que sumaban un total de 159,88 km cronometrados.
Iván Ares que venía de vencer en Llanes y líder del campeonato se adjudicó la victoria y se proclamó matemáticamente campeón de España por primera vez. Ares, que tuvo una salida en el primer tramo, tuvo una dura lucha con Pedro Burgo, que llegó a liderar la prueba pero no pudo con el ritmo de Ares y fue segundo. El piloto local Surhayen Pernía, que llegó a ocupar temporalmente la cabeza de carrera sufrió un accidente en el cuarto tramo viéndose obligado a abandonar y con ello sus opciones a luchar por la victoria. El tercer cajón del podio fue para Joan Vinyes.

## Itinerario
| Día   | Tramo | Nombre                  | Distancia | Hora  | Ganador         | Tiempo  | Líder           |
| ----- | ----- | ----------------------- | --------- | ----- | --------------- | ------- | --------------- |
| Día 1 | TC1   | San Roque-Villacarriedo | 27.51 km  | 08:03 | Iván Ares       | 18:59.6 | Iván Ares       |
| Día 1 | TC2   | Barcenilla-Vega         | 15.48 km  | 08:41 | Surhayen Pernía | 10:05.9 | Iván Ares       |
| Día 1 | TC3   | San Roque-Villacarriedo | 27.51 km  | 11:14 | Joan Vinyes     | 18:02.7 | Surhayen Pernía |
| Día 1 | TC4   | Barcenilla-Vega         | 15.48 km  | 11:52 | Iván Ares       | 10:03.3 | Pedro Burgo     |
| Día 1 | TC5   | Villanueva-Matienzo     | 20.51 km  | 15:34 | Pedro Burgo     | 12:26.3 | Pedro Burgo     |
| Día 1 | TC6   | Ramales-Ruesga          | 16.44 km  | 16:17 | Iván Ares       | 10:36.8 | Pedro Burgo     |
| Día 1 | TC7   | Villanueva-Matienzo     | 20.51 km  | 18:46 | Iván Ares       | 12:13.1 | Iván Ares       |
| Día 1 | TC8   | Ramales-Ruesga          | 16.44 km  | 19:29 | Iván Ares       | 10:23.4 | Iván Ares       |

## Clasificación final
| Pos. | Piloto             | Copiloto                  | Automóvil              | Tiempo    | Diferencia |
| ---- | ------------------ | ------------------------- | ---------------------- | --------- | ---------- |
| 1.   | Iván Ares          | José Antonio Pintor       | Hyundai i20 R5         | 1:43:26.9 | 0.0        |
| 2.   | Pedro Burgo        | Marcos Burgo              | Škoda Fabia R5         | 1:44:00.0 | +33.1      |
| 3.   | Joan Vinyes        | Jordi Mercader            | Suzuki Swift R+        | 1:44:48.8 | +1:21.9    |
| 4.   | Gorka Antxustegui  | Alberto Iglesias          | Suzuki Swift R+        | 1:45:41.0 | +2:14.1    |
| 5.   | Javier Pardo Siota | Adrián Pérez Fernández    | Peugeot 208 R2         | 1:50:51.9 | +7:25.0    |
| 6.   | Adrián Díaz Pérez  | Andrea Lamas              | Suzuki Swift S1600     | 1:50:53.4 | +7:26.5    |
| 7.   | Roberto Blach jr.  | José Murado               | Peugeot 208 R2         | 1:52:30.3 | +9:03.4    |
| 8.   | Marcos B. Diego    | Iván Bartolomé            | Porsche 997 GT3 RS 3.8 | 1:53:12.0 | +9:45.1    |
| 9.   | Alberto Seguí      | Alejandro López Fernández | Citroën DS3 R5         | 1:55:43.3 | +12:16.4   |
| 10.  | David Cortés       | Rubén Soto                | Suzuki Swift Sport     | 1:56:04.3 | +12:37.4   |